# Lithosol
Les lithosols sont des sols minéraux bruts, massifs et compacts, à évolution lente. Ils présentent un solum très mince, avec une roche non altérée, à moins de 10 cm de la surface.
Le terme lithosols est employé dans la classification des sols de la FAO, de l'Union internationale de science du sol (UISS) et de l'International Soil Reference and Information Centre (ISRIC), tandis que le terme orthents est employé dans la taxonomie des sols de l'USDA, et définis comme des entisols (en) pauvres en strates en raison des pentes escarpées ou des matériaux dégradables qui les constituent.

## Répartition

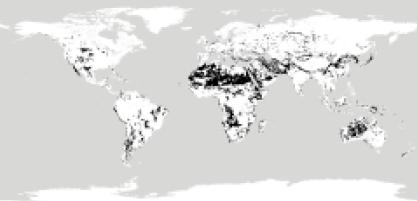
Répartition des lithosols dans le monde

La plupart des lithosols se trouvent dans des régions montagneuses et escarpées où les matériaux sont si rapidement érodés qu'une couverture permanente des sols superficiels ne peut être établie. De telles conditions se présentent dans pratiquement toutes les régions du monde où des pentes raides dominent. En Australie et dans quelques régions d'Afrique, des lithosols se trouvent dans des terrains plats en raison de la roche-mère qui ne contient aucun matériaux dégradables (essentiellement des oxydes de fer) excepté les courts apports des précipitations.

## Végétation
Les lithosols possèdent des réserves en eau infimes, et ne permettent, sous climats tempérés, qu'un développement de pelouses sèches ou de fruticées.
La pente de la plupart des lithosols cause une pauvreté de la flore, principalement constituée de buissons et d'herbes. Sur les terrains plats se trouvent des prairies sèches, des savanes. En raison de leur superficialité et de l'érosion, les lithosols ne conviennent pas aux terres arables ni aux pâtures, mais abritent un habitat sauvage important.

## Profil
La séquence d’horizons de référence d'un lithosol est : 
OH ou C ou M ou D - R ou Fem ou OXc/m.
- Horizon organo-minéral ou holorganique,
  - OH ;
  - C ;
  - M (Roches meubles ou tendres, non ou peu fragmentées) ;
  - D (Matériaux durs fragmentés, puis déplacés)
- La roche mère,
  - R (Roches dures, continues, massives ou peu fragmentées) ;
  - Fem ;
  - OXc/m (carapace ou cuirasse).

Les lithosols sont des sols extrêmement superficiels, présentant un solum très fin (<10cm), sur une roche massive, dure, peu ou pas altérée. Les sols anciens ont, soit complètement disparu, soit ont été fragmentés de sorte que les strates caractéristiques des autres types d'entisols sont absentes. Ces sols réduits à la roche-mère abritent une activité microbienne qui s'établit sur des biofilms à l'origine de la décomposition de la roche.

## Types[2]
Lithosol anthropique, du à l'activité humaine (carrière) ;

Lithosol duroxydique ou pétroxydique, présentant une couche indurée à moins de 10cm de profondeur ;

Lithosol épihistique, lorsque seul un horizon H de moins de 10cm d'épaisseur, repose sur la roche mère ;

Lithosol de hammada, présent dans les déserts chauds ;

Lithosol de lapiaz ;

Lithosol de laizines, à l'horizon R dénudé et aux fissures emplies de terre fine ;

Lithosol strict, réduit à la roche massive.